# Вулиця Андрія Аболмасова
Ву́лиця Андрі́я Аболма́сова — вулиця в Дніпровському районі міста Києва, житловий масив Лівобережний (історична назва — Микільська слобідка). Пролягає від вулиці Митрополита Андрея Шептицького до Микільсько-Слобідської вулиці (в бік Дніпра).

## Історія
Вулиця виникла в 50-х роках XX століття під назвою Нова. У 1959 році мала назву Панельна. Деякий час паралельно побутували назви Силікатна, Цегельна (під такими ж назвами існують самостійні вулиці на Микільській слобідці: Силікатна, Цегельна). У 1970-х роках вулицю переплановано, стару забудову знесено.
Упродовж 10 серпня — 10 жовтня 2018 року відбувалося громадське обговорення проєкту перейменування вулиці.
Сучасна назва на честь українського військовика Андрія Аболмасова — з листопада 2019 року.